# Franja Trojanšek
Franja Trojanšek, poročena Dekleva, slovenska pesnica, * 30. januar 1867, Mengeš,  † 13. februar 1935, Mengeš.

## Življenje in delo
Rodila se je gostilničarju Francu Trojanšku in daljni sorodnici Franceta Prešerna Mariji (roj. Prešeren). Osnovno šolo je obiskovala v domačem kraju in Šmihelu pri Novem mestu. Kljub nadarjenosti ji starši niso mogli omogočiti nadaljnjega šolanja. Pri desetih letih je zbolela in oglušela. Dodatno znanje je pridobivala z branjem in v pogovorih s študenti in izobraženci, ki so se zbirali v očetovi gostilni. Med njimi so bili tudi pesniki Anton Medved, Josip Murn ter Franjina sestrična Vida Jeraj. Trojanškova se je sporazumevala z branjem listkov, na katere je odgovarjala ustno. Leta 1914 se je omožila z bivšim davkarjem in trgovcem Jožetom (Josipom) Deklevo. Otrok nista imela.
Najverjetneje je začela pesniti pod vplivom kamniškega pesnika in študenta bogoslovja Antona Medveda. Prvo pesem je objavila v Vrtcu leta 1890. Tri pesmi je v letih 1891 in 1892 objavila v Domu in svetu pod psevdonimom Gorislava, največ pesmi pa kot Zorana v tržaški Slovenki od leta 1898 do 1901. Od leta 1902 do 1929 ni pesnila. Leta 1930, 1931 in 1933 je v Ženskem svetu izšlo pet njenih pesmi. Večina pesmi (okoli 300) je ostala v rokopisu. Pisala je tudi prozo. Pod psevdonimom Zorana je v Slovenski gospodinji leta 1911 objavila Pavlinko, v Domovini pa leta 1923 Na maškeradi in Zaklenjen spomin ter leta 1924 Žaloigro prevaranih. 
Njeno obzorje je zaradi gluhote prostorsko omejeno na dom, vrt s cipresami in cvetjem ter podeželsko okolico. Vtise o svetu opisno lirično izpoveduje. Tematizira nezvesto ljubezen in socialno problematiko svojega časa, ne pa tudi prve svetovne vojne, vsakdanjih kmečkih opravil in religioznih tem, kljub odraščanju v verni družini in šolanju v samostanu. Materinski in otroški motivi se ne pojavljajo. Manjše število pesmi je domoljubnih. Priložnostne pesmi se navezujejo na slovenske književnike (npr. na Murna in Gregorčiča, Levstikovo, Medvedovo in Cimpermanovo smrt in obletnico Trdine), priložnosten je tudi epigram Hribarjevim Popevčicam milemu narodu. V tistih verzih, ki niso bili namenjeni javnosti, je bolj osebna in sproščena. V njih izraža globoko žalost in razočaranje zaradi prikrajšanosti v življenju. Značilna je naklonjenost do živobarvnega cvetja. Njena poezija je brezglasna (ni šumenja, žuborenja ali petja). Besedišče je minimalistično, s podobami narave je izražala čustva in razpoloženje.
Kljub Murnovi literarni vzgoji je njeno poezijo izrazito oblikovala Medvedova lirika. V začetnih delih je razpoznaven vpliv Gregorčiča, Stritarja, Aškerca in ponekod Jenka. Čeprav je živela v času moderne, njene pesmi sledijo realistični poetiki. Marja Boršnik jo skupaj z Vido Jeraj in Kristino Šuler uvršča med izrazitejše pesnice Slovenke.